# Ashopton
Ashopton was een klein dorp in Derbyshire, Engeland. Het lag in de vallei van de rivier de Ashop. Het dorp had minder dan 100 inwoners en was onderdeel van de civil parish Aston. In de vroege jaren 1940 werd het dorp afgebroken om ruimte te maken voor het vullen van Ladybower Reservoir, tegelijk met Derwent.

## Geschiedenis
Het dorp was deel van de chapelry van Derwent. In 1829 schreef Stephen Glover dat het dorp op 29 juli een wolbeurs organiseerde; hij suggereerde dat dit bedoeld was als een traditie die jaarlijks op de laatste woensdag van juli werd voortgezet. 
Het dorp lag vlak bij de plek waar de Derwent Valley samenkomt met de Snake Valley (route van de huidige A57 Snake Pass naar Glossop). Er zijn verschillende herinneringen aan het dorp. Een daarvan is de naam van het Ashopton Viaduct dat de A57 over de monding van de Derwent Valley voert. Het grootste deel van het dorp lag direct ten zuiden van het viaduct. Andere herinneringen aan het dorp zijn Ashopton Sawmill en Ashopton Cottage.
In tegenstelling tot de overblijfselen van het dorp Derwent, die zichtbaar werden toen het waterpeil daalde, zal Ashopton nooit meer tevoorschijn komen uit het water van Ladybower Reservoir omdat het silt de overblijfselen van de gebouwen al heeft bedekt.
Een belangrijk onderdeel van het dorp was de Methodistenkapel, gebouwd in 1840. De laatste dienst werd in de kapel gehouden op 25 september 1939. De laatste gezongen hymne was “The Day's Dying in the West”. De kapel werd uiteindelijk, samen met de overgebleven gebouwen in het dorp, in 1943 afgebroken.
Het Derwent Valley Museum was gevestigd in de westelijke toren van de damwand van het Derwent Reservoir en werd privé gerund door Vic Hallam. Het vertelde de geschiedenis van de Derwent Valley en van Derwent en Ashopton evenals het verhaal van 617e Squadron RAF en zijn training voor Operatie Chastise tijdens de Tweede Wereldoorlog. Het museum is nu gesloten.

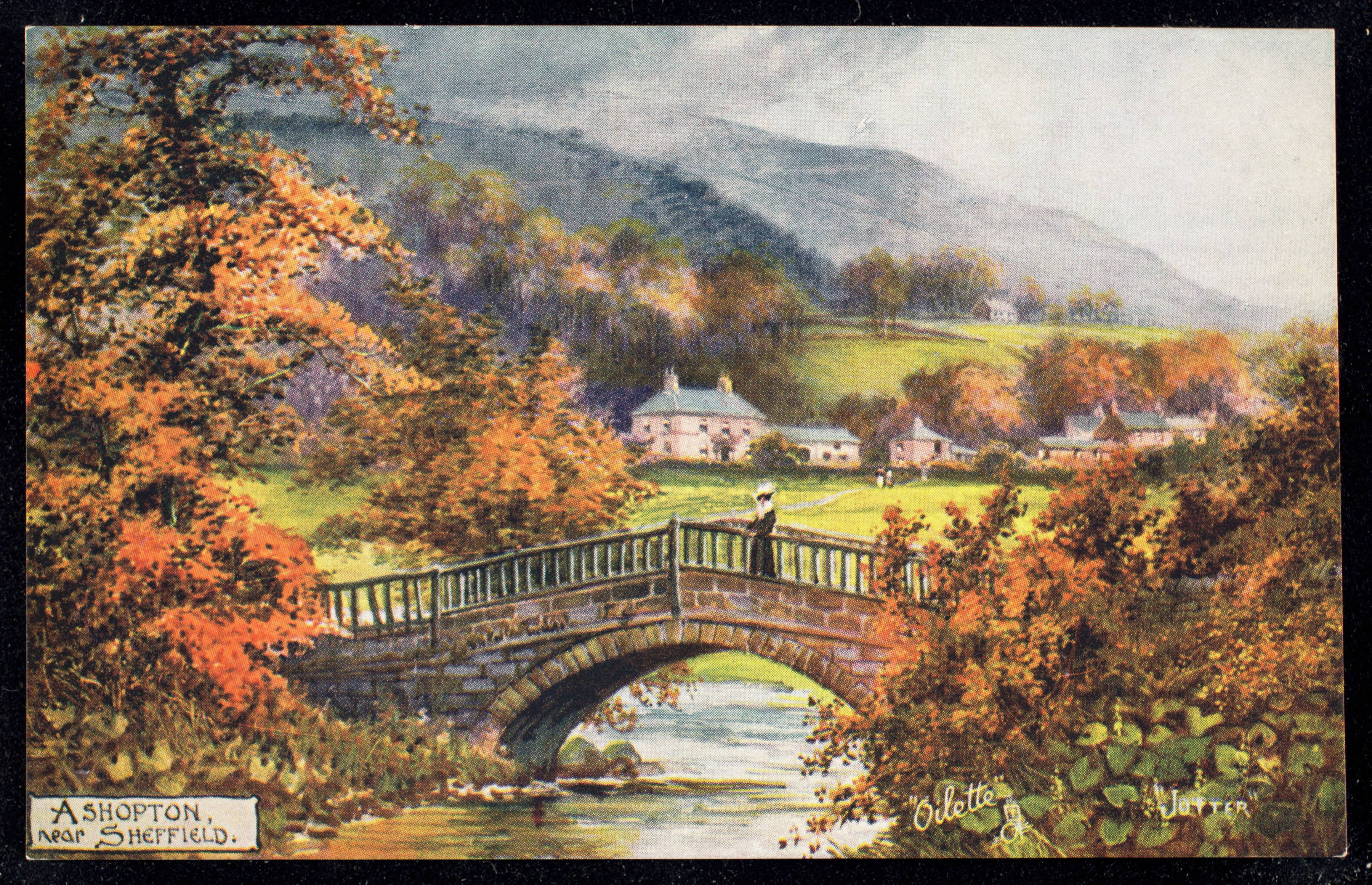
Ansichtkaart met Ashopton (ca. 1900)